# Esgrima en los Juegos Olímpicos de Los Ángeles 2028
El torneo de esgrima en los Juegos Olímpicos de Los Ángeles 2028 se realizará en el Centro de Convenciones de Los Ángeles en julio de 2028.